# John Giles (Snookerspieler)
John Giles (* 24. Juli 1969) ist ein ehemaliger englischer Snookerspieler, der in den 1990ern für sechs Saisons Profispieler war. Sein größter Erfolg war die Qualifikation für die Hauptrunde der Snookerweltmeisterschaft 1993; auf der Snookerweltrangliste kam er bis auf Platz 108.

## Karriere
Giles wurde am 24. Juli 1969 geboren, alternativ existiert auch die Angabe 23. Juli. Ab Mitte der 1980er Jahre nahm er mit einigem Erfolg an regionalen Turnieren in seiner Heimat Derbyshire teil. 1990 und 1992 erreichte er auch die Finalrunden der English Amateur Championship, wobei er 1990 unter den letzten 32 und 1992 unter den letzten 16 Spielern im Turnier war. Schließlich wurde er 1992 Profispieler, als die Profitour für alle Spieler gegen Bezahlung eines gewissen Startgeldes offen war. Aus diesem Grund hatte Giles wie alle neuen Profispieler jener Zeit mit den umfangreichen Teilnehmerfeldern bei allen Turnieren zu kämpfen, durch die es langwierige Qualifikationen mit zahlreichen Runden gab. Mitunter mussten die Spieler um die zehn Spiele gewinnen, um die Hauptrunde eines Profiturnieres zu erreichen. Während seiner Debütsaison konnte Giles bei vielen Turnieren mehrere Spiele gewinnen und kam bei der UK Championship und den British Open unter die letzten 128 Spieler, verpasste damit aber die Hauptrunde. Beim ersten Event der Strachan Challenge 1992 kam er sogar bis ins Achtelfinale, dieses Turnier hatte im Vergleich zur UK Championship und den British Open weitaus weniger Einfluss auf die Weltrangliste und damit auch weniger Bedeutung.
Erst im letzten Turnier seiner Debütsaison gelang ihm ein nennenswerter Erfolg. Gestartet in der zweiten Qualifikationsrunde, gewann Giles zehn Spiele in Folge, um sich für die Hauptrunde der Weltmeisterschaft 1993 im Crucible Theatre zu qualifizieren. Auf seinem Weg nach Sheffield besiegte er unter anderem Tony Meo mit 10:9, den Australier John Campbell in dessen letztem Profispiel mit 10:3 und im entscheidenden Spiel Tony Knowles mit 10:6. Zusammen mit der Qualifikation von Shaun Mellish und Spencer Dunn, welcher sogar noch ein Qualifikationsspiel mehr als Giles gewonnen hatte, galt die Qualifikation von Giles als Überraschung des Turnieres. Letztlich verlor Giles aber sein Auftaktspiel in Sheffield mit 2:10 gegen Steve James. Auf der Weltrangliste stieg er zum Saisonende direkt auf Platz 146 ein. Dank der besseren Weltranglistenplatzierung konnte Giles fortan erst am Ende der Qualifikation ins Geschehen einsteigen und sich so oftmals einen Spielemarathon sparen. Nichtsdestotrotz schied Giles in den folgenden Saisons häufig noch in der Qualifikation aus und erreichte nur selten eine weitere Hauptrunde. Auf eine zweite Teilnahme an der Runde der letzten 32 eines Ranglistenturnieres musste er bis zu den Welsh Open 1996 warten, in der folgenden Saison erreichte er noch beim Asian Classic und beim Grand Prix die Hauptrunde. Auf der Weltrangliste war er zeitweise auf Rang 108 platziert und konnte insgesamt dieses Niveau halten. Mitte 1997 wurde er zum Beispiel auf Platz 113 geführt.
Zu diesem Zeitpunkt wurde jedoch die Profitour auf etwa hundert Spieler begrenzt, wobei sich nur die besten 64 Spieler der Weltrangliste Mitte 1997 direkt für die nächste Saison qualifizierten. Somit musste Giles um seinen Profiplatz bangen. Tatsächlich verlor er ihn am Ende, nachdem er es nicht schaffte, sich über die WPBSA Qualifying School doch noch zu qualifizieren. Die folgende Saison verbrachte er auf der UK Tour 1997/98, wo er jedoch häufig eher früh ausschied. Trotzdem kehrte er zur Saison 1998/99 auf die Profitour zurück, wo er erneut häufig zum Ende der Qualifikation hin ausschied. Beim China International kam er zwar noch einmal unter die letzten 64, doch vom Modus des Turnieres handelte es sich noch um eine Qualifikationsrunde. Am Ende der Saison wurde er nur auf Platz 136 geführt, wodurch er seinen Profistatus wieder verlor. Anschließend beendete er seine Profikarriere. Danach trat er hobbymäßig noch regelmäßig bei Amateurturnieren in seiner Heimat im Derbyshire an. Nebenher ist er Co-Eigentümer einer Sportsbar in Derby.